# Układ krążenia
Układ krążenia, układ naczyniowy, układ waskularny (łac. systema circulatorium, systema vasculare) – układ narządów zapewniający transport płynów ustrojowych w organizmach zwierząt.
Układami krążenia są:
- układ krwionośny (u. hemalny, u. sercowo-naczyniowy) – rozprowadza krew lub hemolimfę; występuje u większości zwierząt, zwykle jako jedyny układ krążenia
- układ limfatyczny (u. chłonny) – rozprowadza limfę; występuje u kręgowców, w tym u człowieka
- układ okołokrwionośny (u. nibykrwionośny, u. pseudohemalny, u. perihemalny) – rozprowadza płyn z substancjami odżywczymi; występuje tylko u szkarłupni.